# Thousand Sufferings
Thousand Sufferings, sorti en novembre 1999, est le deuxième album du groupe belge de heavy metal Manic Movement.